# Зе-Даллес (Орегон)
Зе-Даллес (англ. The Dalles) — місто (англ. city) в США, в окрузі Васко штату Орегон. Населення — 16 010 осіб (2020).

## Географія
Зе-Даллес розташований за координатами 45°35′48″ пн. ш. 121°9′7″ зх. д. / 45.59667° пн. ш. 121.15194° зх. д. (45.596789, -121.152071).  За даними Бюро перепису населення США в 2010 році місто мало площу 17,12 км², з яких 16,44 км² — суходіл та 0,68 км² — водойми.

### Клімат
| Клімат : Те-Деллз       | Клімат : Те-Деллз | Клімат : Те-Деллз | Клімат : Те-Деллз | Клімат : Те-Деллз | Клімат : Те-Деллз | Клімат : Те-Деллз | Клімат : Те-Деллз | Клімат : Те-Деллз | Клімат : Те-Деллз | Клімат : Те-Деллз | Клімат : Те-Деллз | Клімат : Те-Деллз | Клімат : Те-Деллз |
| Показник                | Січ.              | Лют.              | Бер.              | Квіт.             | Трав.             | Черв.             | Лип.              | Серп.             | Вер.              | Жовт.             | Лист.             | Груд.             | Рік               |
| Абсолютний максимум, °C | 21,7              | 20,6              | 26,7              | 35,0              | 41,7              | 42,2              | 43,9              | 43,3              | 40,6              | 33,9              | 22,2              | 18,9              | 43,9              |
| Середній максимум, °C   | 5,7               | 8,9               | 13,9              | 18,0              | 22,7              | 26,2              | 30,8              | 30,7              | 26,7              | 18,7              | 10,0              | 4,6               | 18,1              |
| Середній мінімум, °C    | −0,6              | −0,1              | 2,6               | 5,3               | 9,2               | 12,7              | 15,8              | 15,3              | 10,9              | 5,7               | 1,8               | −1                | 6,5               |
| Абсолютний мінімум, °C  | −25,6             | −20               | −11,7             | −5                | −2,2              | 2,8               | 4,4               | 5,6               | −1,7              | −9,4              | −18,3             | −20,6             | −25,6             |
| Норма опадів, мм        | 65                | 41                | 30                | 17                | 15                | 10                | 4                 | 6                 | 12                | 25                | 54                | 69                | 348               |
| ----------------------- | ----------------- | ----------------- | ----------------- | ----------------- | ----------------- | ----------------- | ----------------- | ----------------- | ----------------- | ----------------- | ----------------- | ----------------- | ----------------- |
| Джерело: NOAA           |                   |                   |                   |                   |                   |                   |                   |                   |                   |                   |                   |                   |                   |

## Демографія
Згідно з переписом 2010 року, у місті мешкало 13 620 осіб у 5472 домогосподарствах у складі 3441 родини. Густота населення становила 796 осіб/км².  Було 5903 помешкання (345/км²).
Расовий склад населення:
| - 87,9 % — білих - 1,5 % — корінних американців - 1,0 % — азіатів - 0,8 % — вихідців з тихоокеанських островів - 0,5 % — чорних або афроамериканців - 5,7 % — осіб інших рас |

До двох чи більше рас належало 2,7 %. Частка іспаномовних становила 17,0 % від усіх жителів.
За віковим діапазоном населення розподілялося таким чином: 23,8 % — особи молодші 18 років, 58,3 % — особи у віці 18—64 років, 17,9 % — особи у віці 65 років та старші. Медіана віку мешканця становила 39,7 року. На 100 осіб жіночої статі у місті припадало 93,9 чоловіків;  на 100 жінок у віці від 18 років та старших — 91,9 чоловіків також старших 18 років.
Середній дохід на одне домашнє господарство  становив 53 138 доларів США (медіана — 41 311), а середній дохід на одну сім'ю — 61 060 доларів (медіана — 48 442). Медіана доходів становила 41 477 доларів для чоловіків та 31 250 доларів для жінок. За межею бідності перебувало 15,4 % осіб, у тому числі 18,1 % дітей у віці до 18 років та 8,0 % осіб у віці 65 років та старших.
Цивільне працевлаштоване населення становило 6294 особи. Основні галузі зайнятості: освіта, охорона здоров'я та соціальна допомога — 29,6 %, роздрібна торгівля — 14,3 %, мистецтво, розваги та відпочинок — 9,6 %, науковці, спеціалісти, менеджери — 7,9 %.

## Відомі особистості
В поселенні народився:
- Грег Волден (* 1957) — американський політик.